# Hala widowiskowo-sportowa przy ul. Poezji w Warszawie
Hala widowiskowo-sportowa przy ul. Poezji – hala widowiskowo-sportowa w Warszawie (osiedle Falenica, dzielnica Wawer). Została otwarta w 2009 roku. Może pomieścić 290 widzów. Znajduje się przy Szkole Podstawowej nr 76 im. 13 Dywizji Piechoty Strzelców Kresowych.
Hala widowiskowo-sportowa przy Szkole Podstawowej nr 76 w Falenicy została otwarta w 2009 roku jako największy obiekt sportowy w Wawrze. Dotychczas SP 76 posiadała już jedną salę gimnastyczną, oddana do użytku w 1964 roku, była ona jednak znacznie mniejsza. Nowa sala ma wymiary 40 × 20 m oraz wysokość 8,5 m. Hala posiada stałe trybuny o pojemności 150 widzów oraz rozsuwane teleskopowe trybuny na 140 miejsc. W sali znajduje się także ścianka wspinaczkowa, oddana do użytku w 2018 roku. Na zaplecze hali składają się cztery przebieralnie i dwie łazienki z prysznicami. Obiekt służy na co dzień uczniom SP 76, ponadto przystosowany jest do organizacji rozmaitych imprez sportowych i pozasportowych. Szczególnie często odbywały się w nim międzynarodowe zawody w sumo – mistrzostwa świata (2010), mistrzostwa Europy (2013, 2014), a także mistrzostwa Europy w kategorii młodzików, kadetów i juniorów (2017).